# Krzeminski Hills
Krzeminski Hills är en kulle i Antarktis. Den ligger i Östantarktis. Australien gör anspråk på området. Toppen på Krzeminski Hills är 76 meter över havet.
Terrängen runt Krzeminski Hills är huvudsakligen platt. Trakten är obefolkad. Det finns inga samhällen i närheten. 